# Huttenheim
Huttenheim je občina v departmaju Bas-Rhin francoske regije Alzacija.
Leta 1990 je v občini živelo 1 999 oseb oz. 159 oseb/km².